# Jeepers Creepers: Reborn
Jeepers Creepers: Reborn är en amerikansk/brittisk/finsk skräckfilm från 2022, samt en reboot på Victor Salvas filmtrilogi Jeepers Creepers. Filmen hade biopremiär i USA den 19 september 2022. Filmen är regisserad av Timo Vuorensola, från ett manus skrivet av Jake Seal och Sean-Michael Argo. Filmens två huvudroller spelas av Sydney Craven och Imran Adams. Rollen som den nya The Creeper spelas av Jarreau Benjamin.

## Handling
Filmen följer det unga paret Laine och Chase, som har rest hela vägen till Louisiana för att gå på en skräckfestival vid namn Horror Hound. Väl på festivalen känner Laine att saker och ting inte riktigt står rätt till, och att något hemskt kommer att hända. Och mycket riktigt, så är det just en hemsk sak som har hänt – det mytomspunna monstret The Creeper har återvänt!

## Rollista
- Sydney Craven – Laine
- Imran Adams – Chase
- Dee Wallace – Marie
- Gary Graham – Ronald
- Peter Brooke – Stu
- Ocean Navarro – Carrie
- Matt Barkley – Jamie
- Alexander Halsall – Michael
- Jodie McMullen – Madame Carnage
- Jarreau Benjamin – The Creeper
- Georgia Goodman – Lady Manilla
- Gabriel Freilich – Sam
- Romain Faure – DJ Phython